# Bob Kiley
Robert R. "Bob" Kiley (16 de setembro de 1935 – 9 de agosto de 2016) foi um planejador e supervisor do transporte público, com uma reputação de ser capaz de salvar sistemas de trânsito com problemas graves. De 2001 a 2006 ele foi o primeiro comissário de Transport for London, a organização pública habilitada com execução e manutenção da rede de transportes públicos de Londres.
Kiley também tem trabalhado como agente do CIA, como o CEO da Autoridade de Transporte de Massachusetts Bay, o vice-prefeito de Boston, o presidente e CEO do Metropolitan Transportation Authority e como Presidente e CEO da Parceria de Nova Iorque. Ele é creditado como sendo o arquiteto do renascimento de sistemas de transportes públicos em dificuldade de Nova Iorque Boston e na década de 1970 e 1980, respectivamente.